# روبية إندونيسية

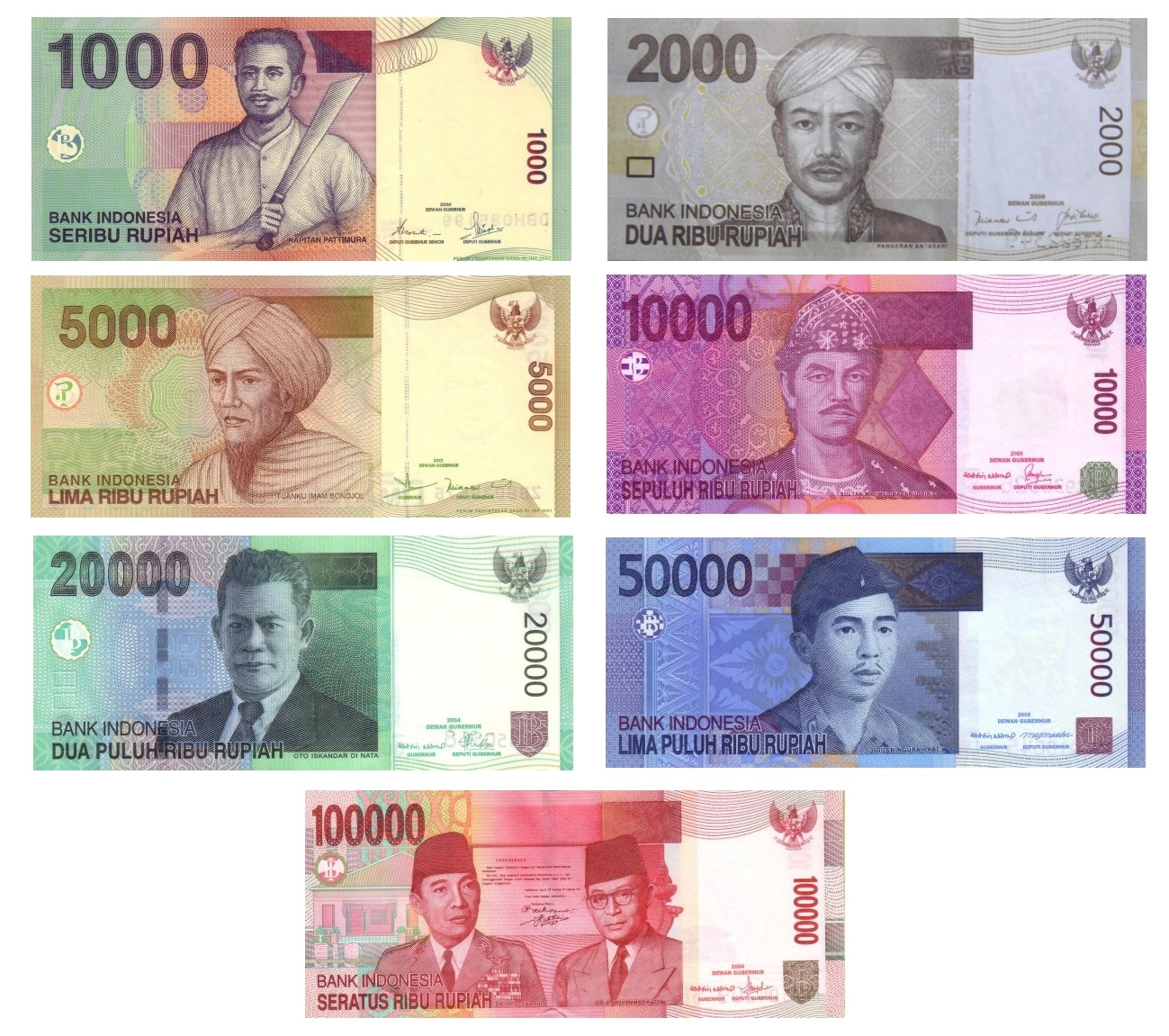
الأوراق النقدية الإندونيسية

الروبية (بالإنجليزية: Rupiah)‏ هي العُملة الرسمية في إندونيسيا. يضطلع بنك إندونيسيا بمُهمة إصدار هذه العُملة والتحكم فيها، ويُعد الرمز IDR رمز العُملة الخاص بالروبية الإندونيسية وفقا لمعيار أيزو 4217. اشتُق اسم «روبية» من الكلمة السنسكريتية «روبياكام» (रूप्यकम्)، والتي تعني «الفضة». لكن في بعض الأحيان، يستخدم الإندونيسيون [الإنجليزية] أيضًا كلمة «بيراك» (وتعني «الفضة» باللغة الإندونيسية) بشكل غير رسمي للإشارة إلى العُملات المعدنية للروبية. تنقسم الروبية الواحدة إلى 100 صن، إلا أن ارتفاع مُعدلات التضخم جعل استعمال القطع والأوراق النقدية من فئة «صن» أمرا عفا عليه الزمن.
قُدمت هاته العُملة لأول مرة سنة 1946 من قبل القوميين الإندونيسيين إبان الثورة الوطنية الإندونيسية، وحلت آنذاك محل نُسخة من عُملة الغولدن [الإنجليزية] الهندية الشرقية، والتي كانت تُستعمل إبان فترة الاحتلال الياباني في الحرب العالمية الثانية. في سنواتها الأولى، استُخدمت الروبية بالاقتران مع عملات أخرى، بما في ذلك نسخة جديدة من الغولدن قدمها الهولنديون. كان كُل من جزر رياو والنصف الإندونيسي من غينيا الجديدة (إيريان بارات) يتعاملان بأصناف أُخرى من الروبية خاصة بهما هُما روبية رياو وروبية غرب إيريان، إلا أن هاته الأصناف أُدمجت مع الروبية الوطنية في عامي 1964 و1971 على التوالي.

## إعادة تقييم العملة
لم يتلق اقتراح طويل الأمد لإعادة تقييم الروبية دراسة تشريعية رسمية بعد. فمُنذ عام 2010، كان بنك إندونيسيا، باعتباره السلطة النقدية لإندونيسيا، يحُث مرارًا وتكرارًا على إزالة الأصفار الثلاثة الأخيرة للعملة، لتسهيل التعامل مع المُعاملات المالية، قائلاً إن هذه الخطوة لن تؤثر على قيمة الروبية الإندونيسية. في عام 2015، قدمت الحكومة مشروع قانون إعادة تقييم الروبية إلى مجلس النواب، لكن لم يتم التداول فيه بعد. في عام 2017، كرر مُحافظ بنك إندونيسيا آغوس مارتواردوجو [الإنجليزية] الدعوة، قائلاً إنه إذا بدأت إعادة التعيين على الفور، فقد تكتمل العملية بحلول عام 2024 أو 2025.

## المناقصة القانونية الحالية
تتكون الروبية الحالية من عُملات معدنية من 100 روبية إلى 1000 روبية (عملة 1 روبية هي عملة قانونية رسميًا، ولكن لا قيمة لها فعليًا ولا يتم تداولها) وأوراق نقدية تترواح من 1000 روبية حتى 100 ألف روبية. في 13 يونيو 2019، كان 1 دولار أمريكي يُساوي ما قيمتُه 14.294,50 روبية، لذلك أكبر ورقة نقدية إندونيسية تبلغ قيمتها حوالي 7,00 دولارات أمريكية.

## العملات المعدنية
في الوقت الحاضر، يتم تداول سلسلتين من العُملات المعدنية للروبية الإندونيسية. أما السلسلة الأولى والحديثة فهي مصنوعة من الألمنيوم والبرونز والنيكل، وهي مُؤرخة ما بين عامي 1991 و2010، وتأتي بفئات 50 و100 و200 و500 و1000 روبية. بينما السلسلة القديمة من العملات بدأت تختفي تدريجياً، وذلك نظرًا لانخفاض قيمتها، وأيضا بسبب النقص العام في العُملات المعدنية الصغيرة (أقل من 50 روبية). يتم تقريب المبالغ عادةً (أو خفضها)، كما أن الأسواق الكُبرى والمتاجر تكتفي بتسليم قطع من الحلوى بدلاً من العُملات المعدنية المُنخفضة القيمة. أصدر البنك المركزي سنة 2016 سلسلة جديدة من العُملات المعدنية تُصور أبطال إندونيسيا القوميين، وذلك بفئات 100 و200 و500 و1000 روبية.
| العملات المعدنية من الروبية الإندونيسية | العملات المعدنية من الروبية الإندونيسية | العملات المعدنية من الروبية الإندونيسية | العملات المعدنية من الروبية الإندونيسية | العملات المعدنية من الروبية الإندونيسية | العملات المعدنية من الروبية الإندونيسية | العملات المعدنية من الروبية الإندونيسية | العملات المعدنية من الروبية الإندونيسية | العملات المعدنية من الروبية الإندونيسية                             | العملات المعدنية من الروبية الإندونيسية |
| --------------------------------------- | --------------------------------------- | --------------------------------------- | --------------------------------------- | --------------------------------------- | --------------------------------------- | --------------------------------------- | --------------------------------------- | ------------------------------------------------------------------- | --------------------------------------- |
| الصورة                                  | القيمة                                  | السلسلة                                 | قطر الدائرة                             | السمك                                   | الوزن                                   | مادة الصنع                              | وجه العملة                              | العكس                                                               | التوفر                                  |
|                                         | 50 روبية                                | 1999                                    | 20 ملم                                  | 2 ملم                                   | 1.36 غرام                               | الألمنيوم                               | شعار إندونيسيا الوطني                   | نوع من [الإنجليزية] طيور الصفارية + قيمة العُملة                     | بشكل ضعيف جدا                           |
|                                         | 100 روبية                               | 1999                                    | 23 ملم                                  | 2 ملم                                   | 1.79 غرام                               | الألمنيوم                               | شعار إندونيسيا الوطني                   | طائر كوكاتو النخيل + قيمة العُملة                                    | بشكل مُرتفع                              |
|                                         | 200 روبية                               | 2003                                    | 25 ملم                                  | 2.3 ملم                                 | 2.38 غرام                               | الألمنيوم                               | شعار إندونيسيا الوطني                   | طائر بالي مينة [الإنجليزية] + قيمة العُملة                           | بشكل مُرتفع                              |
|                                         | 500 روبية                               | 1991                                    | 24 ملم                                  | 1.8 ملم                                 | 5.29 غرام                               | الألمنيوم والبرونز                      | شعار إندونيسيا الوطني                   | زهرة الياسمين + قيمة العُملة                                         | بشكل ضعيف                               |
|                                         | 500 روبية                               | 1997                                    | 24 ملم                                  | 1.83 ملم                                | 5.34 غرام                               | الألمنيوم والبرونز                      | شعار إندونيسيا الوطني                   | زهرة الياسمين + قيمة العُملة                                         | بشكل مُتوسط                              |
|                                         | 500 روبية                               | 2003                                    | 27 ملم                                  | 2.5 ملم                                 | 3.1 غرام                                | الألمنيوم                               | شعار إندونيسيا الوطني                   | زهرة الياسمين + قيمة العُملة                                         | بشكل مُرتفع                              |
|                                         | ألف روبية                               | 1993                                    | 26 ملم                                  | 2 ملم                                   | 8.6 غرام                                | النيكل والبرونز والألمنيوم              | شعار إندونيسيا الوطني                   | شجرة النخل + قيمة العُملة                                            | بشكل ضعيف جدا                           |
|                                         | ألف روبية                               | 2010                                    | 24.15 ملم                               | 1.6 ملم                                 | 4.5 غرام                                | نيكل مطلي بالصلب                        | شعار إندونيسيا الوطني + قيمة العُملة     | آلة أنغكلونغ الموسيقية [الإنجليزية] + مبنى جيدونغ ساتي [الإنجليزية] | بشكل مُرتفع                              |

## العملات الورقية

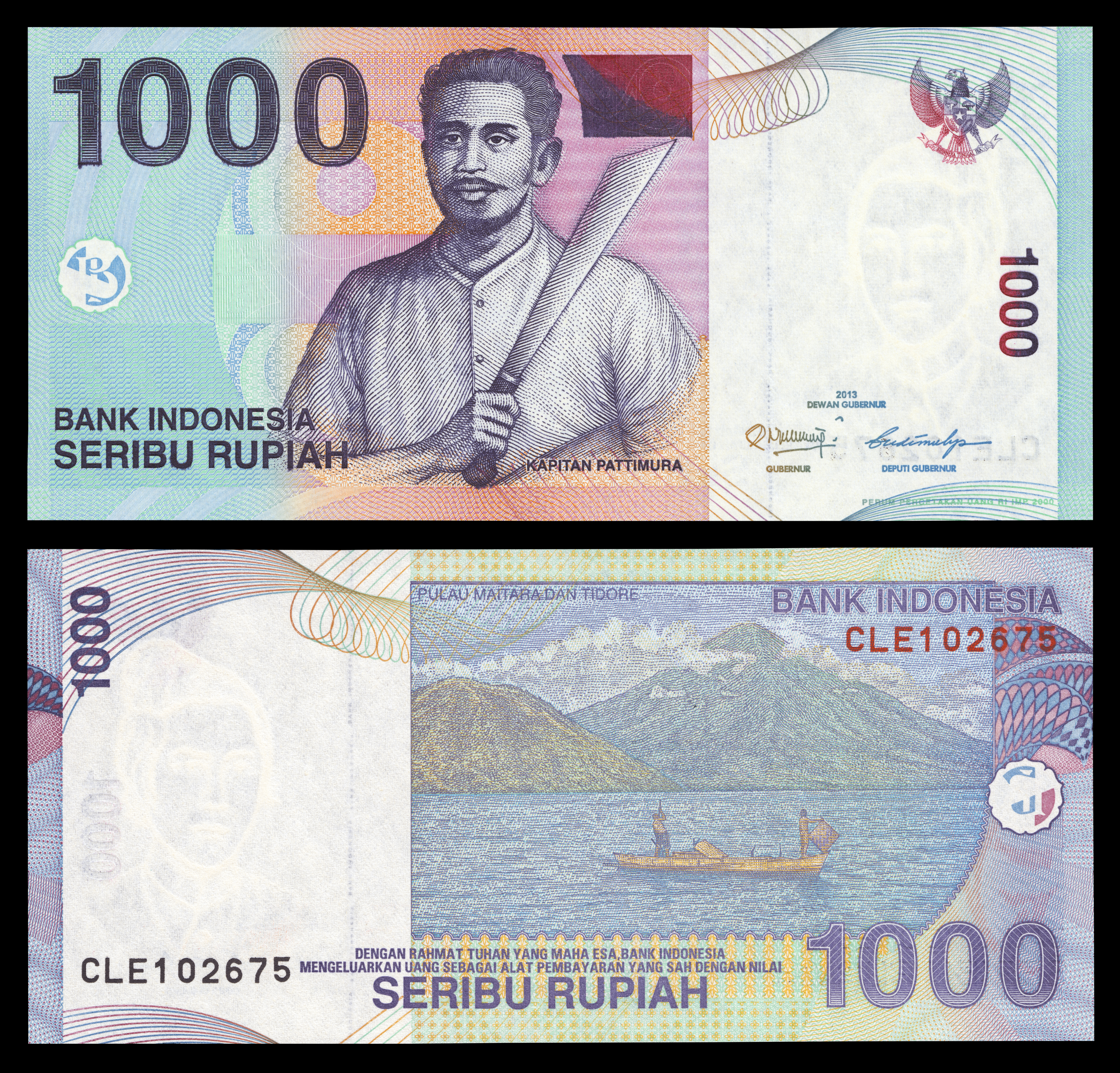
عادةً ما تتميز الأوراق النقدية للروبية الإندونيسية بأنها تضُم صُورا لأبطال إندونيسيا القوميين. هنا على سبيل المثال، يظهر باتيمورا (توماس ماتوليسي) في الورقة النقدية من فئة 1,000 روبية.

يعود تاريخ الأوراق النقدية المُتداولة حاليًا في إندونيسيا إلى سنوات 2000 (فئة ألف روبية)، و2001 (فئة 5 آلاف روبية)، و2004 (فئتي 20 ألف و100 ألف روبية)، و2005 (فئتي 10 آلاف و50 ألف روبية)، و2009 (فئة ألفي روبية الجديدة)، و2010 (نُسخة مُنقحة من فئة 10 آلاف روبية)، و2011 (نُسخ منقحة من فئات 20 ألف و50 ألف و100 ألف روبية)، و2020 حين أُصدرت ورقة تذكارية من فئة 75 ألف روبية. لم تعُد سندات 1998-1999 بمثابة مُناقصة قانونية منذ 31 ديسمبر 2008 (ولكن كانت قابلة للاستبدال حتى 30 ديسمبر 2018 في بنك إندونيسيا). لم تعُد الأوراق النقدية القديمة مُستخدمة بشكل كبير ورسمي، وذلك بسبب نقص الميزات الأمنية وارتباطها بنظام سوهارتو (خاصة مذكرتي 1993 و1995 بقيمة 50 ألف روبية)،  ولكن كان يُمكن استبدالها في مكاتب بنك إندونيسيا حتى 20 أغسطس 2010.
نظرًا لأن أصغر ورقة حالية تبلغ قيمتها حوالي 0.065 دولارًا أمريكيًا، فحتى المُعاملات الصغيرة مثل أداء ثمن تذاكر الحافلات تُجرى عادةً ما تتم باستخدام الأوراق النقدية. تعرف العُملة المعدنية من فئة ألف روبية استعمالا أكثر من الورقة النقدية من نفس الفئة، لكن الحكومة أعلنت أن هذا سيتغير، مع إصدار ورقة نقدية بقيمة ألفي روبية لتحُل محل ورقة الألف روبية، واستبدال هذه الفئة الأخيرة بعُملة معدنية. بعد تأخير طويل، تمت مراجعة هذا الاقتراح بحيث أطلق بنك إندونيسيا (BI) أوراقا نقدية من فئة 2,000 روبية في 9 يوليو 2009، وبدأ تداول هاته الأوراق النقدية كعُملة قانونية في 10 يوليو 2009، ولكن دون سحب ورقة الألف روبية من التداول.
مع أن قيمة الأوراق النقدية القديمة التي تقل عن الألف روبية انخفضت قيمتها وما تبقى منها يوجد في حالة سيئة، وعلى الرغم من أنها لم تعُد مُتداولة بشكل كبير، إلا أن بعضها لا يزال قيد الاستخدام بشكل مُتزايد خارج النظام المصرفي وفي المُعاملات غير الرسمية، مثل فئة مُنخفضة تُسمى (بالإندونيسية: uang pasar)‏ وتعني حرفيا «نقود السوق».
بعد صدور المرسوم الرئاسي رقم 31 بتاريخ 5 سبتمبر 2016، قدم بنك إندونيسيا المركزي سبعة تصاميم جديدة للأوراق النقدية، تضُم صُورا لأبطال إندونيسيا القوميين:
| عملات سلسلة 2016 |        |               |               | |                                                                                                  |                |
| الصورة           | الصورة | القيمة        | اللون الرئيسي | وصفها | وصفها                                                                                            | تاريخ الإصدار  |
| وجه العُملة       | العكس  | القيمة        | اللون الرئيسي | وجه العُملة | العكس                                                                                            | تاريخ الإصدار  |
|                  |        | 1,000 روبية   | أصفر رمادي    | كوت نياك موتيا [الإنجليزية] | رقصة تيفا + جزيرة باندا نايرا [الإنجليزية] + نبتة كوكتاون أوركيد [الإنجليزية]                    | 19 ديسمبر 2016 |
|                  |        | 2,000 روبية   | رمادي         | محمد حسني تمرين [الإنجليزية] | رقصة تاري بيرينغ [الإنجليزية] + كانيون سيانوك + نبتة ماغنوليا شامباكا                            | 19 ديسمبر 2016 |
|                  |        | 5,000 روبية   | بني فاتح      | إدهم خالد [الإنجليزية] | رقصة غامبيونغ + جبل برومو + مسك الروم الدرني                                                     | 19 ديسمبر 2016 |
|                  |        | 10 آلاف روبية | بنفسجي        | فرانس كايسيبو [الإنجليزية] | رقصة باكارينا + منتزه واكاتوبي الوطني [الإنجليزية] + نبتة ماغنوليا فريسيانا [الإنجليزية]         | 19 ديسمبر 2016 |
|                  |        | 20 ألف روبية  | أخضر فاتح     | سام راتولانجي [الإنجليزية] | رقصة غونغ + جزر ديراوان + نبتة كويلوجين باندوراتا [الإنجليزية]                                   | 19 ديسمبر 2016 |
|                  |        | 50 ألف روبية  | أزرق          | دجواندا كارتويدجاجا [الإنجليزية] | رقصة ليغونغ [الإنجليزية] + منتزه كومودو الوطني + بلوميريا                                        | 19 ديسمبر 2016 |
|                  |        | 75 ألف روبية  | أبيض وأحمر    | أحمد سوكارنو ومحمد حاتا مع صورة إضافية لحفل رفع العلم أثناء حفل إعلان استقلال إندونيسيا، إضافة لصور لكُل من قطار جاكارتا السريع، وطريق جاوة السريع، وجسر يوتيفا | صورة لأطفال يرتدون ملابس تقليدية إندونيسية مُختلفة + صورة للقمر الصناعي ميراح بوثيه فوق إندونيسيا | 17 أغسطس 2020  |
|                  |        | 100 ألف روبية | أحمر          | أحمد سوكارنو ومحمد حاتا | رقصة توبينغ بيتاوي [الإنجليزية] + جزر راجا أمبات + نبتة فالاينوبسيس آمابيليس [الإنجليزية]        | 19 ديسمبر 2016 |

### ميزات الأمان
تُعد ألياف القطن مادة الصنع الأساسية للأوراق النقدية الخاصة بالروبية الإندونيسية، كونها أكثر مرونة ولا يسهُل تمزيقها. إلا أنه مع ذلك، تُعد ألياف أباكا المادة المُفضلة في هذا المجال، وهي مُتوفرة بشكل طبيعي ووفير في إندونيسيا (خاصة في جزر تالود)، ويُعتقد أنها تزيد من متانة الأوراق النقدية. في عام 2014، خطط بنك إندونيسيا لاستخدام هذه المواد، ولكن في سلسلة 2016، فضل البنك الطباعة باستخدام الورق الذي استُخدم أيضًا لطباعة الأوراق النقدية في الإصدارات السابقة.

### سلسلة 2022
أصدر بنك إندونيسيا سلسلة جديدة من الأوراق النقدية في 18 أغسطس 2022 للاحتفال بعيد استقلال إندونيسيا السابع والسبعين. على غرار سلسلة 2016، لا يزال الأبطال الوطنيين يظهرون في الأوراق النقدية، مع بعض التغييرات الملحوظة.
| سلسلة 2022                             | سلسلة 2022 | سلسلة 2022    | سلسلة 2022   | سلسلة 2022     | سلسلة 2022     | سلسلة 2022     | سلسلة 2022   | سلسلة 2022                                                            | سلسلة 2022    |
| الصورة                                 | الصورة     | القيمة        | الابعاد      | اللون الأساسي  | الوصف          | الوصف          | الوصف        | الوصف                                                                 | تاريخ الإصدار |
| -------------------------------------- | ---------- | ------------- | ------------ | -------------- | -------------- | -------------- | ------------ | --------------------------------------------------------------------- | ------------- |
| الوجه                                  | الظهر      | القيمة        | الابعاد      | اللون الأساسي  | الوجه          | الظهر          | عملة مائية   | التوقيعات                                                             | تاريخ الإصدار |
|                                        |            | 1,000 روبية   | 121 × 65 ملم | مثل سلسلة 2016 | مثل سلسلة 2016 | مثل سلسلة 2016 | كما في الوجه | بيري وارجيو (رئيس البنك المركزي)—سري مولياني إندراواتي (وزير المالية) | 17 أغسطس 2022 |
|                                        |            | 2,000 روبية   | 126 × 65 ملم | مثل سلسلة 2016 | مثل سلسلة 2016 | مثل سلسلة 2016 | كما في الوجه | بيري وارجيو (رئيس البنك المركزي)—سري مولياني إندراواتي (وزير المالية) | 17 أغسطس 2022 |
|                                        |            | 5,000 روبية   | 131 × 65 ملم | مثل سلسلة 2016 | مثل سلسلة 2016 | مثل سلسلة 2016 | كما في الوجه | بيري وارجيو (رئيس البنك المركزي)—سري مولياني إندراواتي (وزير المالية) | 17 أغسطس 2022 |
|                                        |            | 10,000 روبية  | 136 × 65 ملم | مثل سلسلة 2016 | مثل سلسلة 2016 | مثل سلسلة 2016 | كما في الوجه | بيري وارجيو (رئيس البنك المركزي)—سري مولياني إندراواتي (وزير المالية) | 17 أغسطس 2022 |
|                                        |            | 20,000 روبية  | 141 × 65 ملم | مثل سلسلة 2016 | مثل سلسلة 2016 | مثل سلسلة 2016 | كما في الوجه | بيري وارجيو (رئيس البنك المركزي)—سري مولياني إندراواتي (وزير المالية) | 17 أغسطس 2022 |
|                                        |            | 50,000 روبية  | 146 × 65 ملم | مثل سلسلة 2016 | مثل سلسلة 2016 | مثل سلسلة 2016 | كما في الوجه | بيري وارجيو (رئيس البنك المركزي)—سري مولياني إندراواتي (وزير المالية) | 17 أغسطس 2022 |
|                                        |            | 100,000 روبية | 151 × 65 ملم | مثل سلسلة 2016 | مثل سلسلة 2016 | مثل سلسلة 2016 | كما في الوجه | بيري وارجيو (رئيس البنك المركزي)—سري مولياني إندراواتي (وزير المالية) | 17 أغسطس 2022 |
| هذه الصور بمقياس 0.7 بيكسل كل ميليمتر. |            |               |              |                |                |                |              |                                                                       |               |